# 宮城嗣吉
宮城 嗣吉（みやぎ しきち、1912年（明治45年）3月4日 - 2001年（平成13年）6月3日）は、琉球政府および沖縄県の空手家・実業家である。
戦前は実践空手家。映画『ベスト・キッド』に登場するミヤギのモデルとなった。元沖映社長。妹は比嘉千代、最後の琉球検事長｢比嘉良仁｣の妻である。

## 経歴
1912年、沖縄県首里市に生まれる。第一尚氏王朝末裔、孫氏宮城家出身。　
首里出身で、三男であったため、戦前はすやーさぶろーと呼ばれていた。
「沖縄一強い男」といわれていた宮城は、屋嘉の捕虜収容所で、徒党を組んだ日本人部隊のガラの悪い者達による沖縄人部隊に対するいじめを止めようとした際、柔道６段と噂される日本人部隊のボスを瞬時に組み伏せたという。
また、南部の壕に潜んでいる日本兵救出の危ない作業にも進んで参加し、轟の壕では軍民あわせて1500名の命を救い、小禄の海軍壕に入って確認作業にも従事したとされている。
1952年に那覇市牧志に映画館「沖映本館」を開き、映画の興行・配給事業を手がける。のちには「沖映劇場」で沖縄芝居の興行をおこなった。